# Sergi Casademunt i Fiol
Sergi Casademunt i Fiol (Barcelona, 16 de setembre de 1946), es formà a l'Escolania  de Montserrat (1955-19619 amb el P.IRENEU SEGARRA, on estudià cant i violoncel  i actuà com a contralt solista en molts enregistraments discogràfics. El 1971 obtingué el títol d´arquitecte per la Universitat Politècnica de Barcelona. S´inicià el 1965 en la música antiga en el grup ARS MUSICAE que dirigia ENRIC GISPERT, on començà la viola de gamba  amb en JORDI SAVALL. Estudis de violoncel al Conservatori del Liceu de  Barcelona amb el mestre SANTS SAGRERA.
Va ser director de la Capella de Música de Santa Maria del Mar durant els anys 1991 i 92, succeint a ENRIC GISPERT, mort el 1991, i que en fou el recuperador. Fundador-director del COLLEGIUM MUSICM DE CATALUNYA el 1973. Co-fundador amb JORDI CASAS del FESTIVAL DE MÚSICA ANTIGA de Barcelona, el 1977. Fundador de l’ORQUESTRA BARROCA CATALANA el 1993. Fundador-director del conjunt IN NOMINE, conjunt de violes de gamba, el 2010. Fundador-director junt amb NUNO MENDES del conjunt GUILLAMÍ Consort el 2014.
Tocà les violes de gamba a HESPERION XXI que dirigeix Jordi Savall fins a l'any 2021. Toca el violoncel i la viola de gamba a GUILLAMÍ CONSORT i a IN NOMINE,  amb els que ha recuperat música d’autors catalans com Joan Pau Pujol, Francesc Valls, Josep Martí, Miquel López, Antoni Soler, Flecha el Jove, Pere Alberch Vila, E.Gònima, Josep Gaz, Josep Reig, Domènec Terradellas i   Ferran Sor entre d'altres.
Ha actuat en concert en els cinc continents, ha fet molts enregistraments radiofònics (WDR, RNE, FRANCE MUSIQUE, CATALUNYA MÚSICA, etc.) i discogràfics, més de seixanta discos,   (COLUMBIA, ALHAMBRA, LUMEN, EDIGSA, HISPAVOX, ASTRÉE, AUVIDIS, EMI-REFLEXE, ALIA VOX, LA MÀ DE GUIDO, etc.).
Fa investigació musicològica, amb la publicació d’articles  (REVISTA CATALANA DE MUSICOLOGIA), transcripcions  (DINSIC, TRITÓ, FICTA) i edició (OPERA OMNIA J.P.PUJOL per a la Biblioteca de Catalunya). Es membre de la SOCIETAT CATALANA DE MUSICOLOGIA de L’INSTITUT D’ESTUDIS CATALANS.
Lutier de violes de gamba desde 1984, ha construit una cinquantena d’instruments alguns per a importants intèrprets (JORDI SAVALL, EUNICE BRANDAO, PAOLO PANDOLFO, MASAKO HIRAO, SOPHIE WATILLON, JUAN MANUEL QUINTANA, PHILIPPE PIERLOT, IMKE DAVID, etc, essent un dels pocs intèrprets  que toca  instruments construïts per ell mateix.
Ha conreat també l'escultura, el col·lage i el gravat, exposant obra l'any 2021 a la Galeria LLEONART de Barcelona.
LUTIER
Models de viola de gamba reproduïts:
viola soprano  Inspirada en un  retaule del 1490 de Sant Esteve de Xàtiva
viola soprano	Anònim italià s.XVI (col. J.Savall)
viola soprano	Gianmaria di Brescia s.XVI (col. Hill)
viola soprano   Barak Norman Londres ?? (col. J.Savall)
Pardessus de viola (5 cordes) còpia de Benoist Fleury-Paris 1751 (col. I.David)
viola tenor	a partir de la viola baixa Pellegrino Zanetto s.XVI Venècia (col. J.Savall)
viola baixa	Pellegrino Zanetto s.XVI Venècia (col. J.Savall)
viola baixa	Barak Norman Londres 1696 (col. J.Savall)
DISCOGRAFIA A MONTSERRAT COM A CONTRALT SOLISTA
Lamentació del Divendres Sant del P.Anselm Viola
Salve Regina del P.Narcís Casanovas
3 Responsoris de Setmana Santa del P.Narcís Casanonas
Stabat Mater de G.B.Pergolesi
Villancets del P.Joan Cererols
La Missa Matinal
Exercicis de cant de Vaccai
Enllaç per escoltar-los: http://www.casacota.net/teranyina?num=1298900246;start=all
DISCOGRAFIA COM A INSTRUMENTISTA
LE MOYEN AGE CATALAN ARS MUSICAE 1968 REF.: HMA 190051
CANZONI DA SONARE HESPERION XX 1979
GIBBONS -FANTASIES ROYALES SAVALL/COIN/CASADEMUNT 1979
LLIBRE VERMELL DE MONTSERRAT HESPERION XX 1979
JOHN COPRARIO -CONSORT MUSICKE SAVALL/COIN/CASADEMUNT 1980
BATTAGLIA E LAMENTI HESPERION XX 1981
13 FANTASIAS- DUCARROY HESPERION XX 1982
DE CABEZON -SPANISCHE INSTRUMENTALMUSIK ZUR ZEIT KARL V HESPERION XX 1983
MUSIK DER RENAISSANCE IN NEAPEL  HESPERION XX 1983
SACRAE CANTIGUES HESPERION XX 1985
MUSICAL BANQUET  HESPERION XX 1986
ENSALADAS  HESPERION XX 1987
LOPE DE VEGA HESPERION XX 1987
CEREROLS-MISSA PRO DEFUNCTIS Y MISSA DE BATALLA HESPERION XX 1987
DOWLAND -LACHRIMAE HESPERION XX 1988
EL CANT DE LA SIBILLA HESPERION XX 1988
MONTEVERDI -VESPRO DELLA BEATA VERGINE HESPERION XX/CAPELLA REIAL DE CATALUNYA  1988
TRATTENIMENTI ARMONIA DA CAMERA L'ACADÈMIA D'HARMONIA 1988
LAWDES DEO -CHRISPOPHER TYE   HESPERION XX  1989
MARC ANTOINE CHARPENTIER   LE CONCERT DES NATIONS 1989
SCHEIDT -LUDI MUSICI HESPERION XX 1989
CACERES -VILLANCICOS Y ENSALADAS HESPERION XX/CAPELLA REIAL DE CATALUNYA  1990
CANÇONS DE LA CATALUNYA HESPERION XX/CAPELLA REIAL DE CATALUNYA   1990
IL CANTAR MODERNO ENSEMBLE DAEDALUS 1990
CANCIONERO DE LA CATEDRAL DE SEGOVIA ENSEMBLE DAEDALUS 1991
JOHN JENKINS CONSORT MUSIC FOR VIOLS  HESPERION XX  1991
EL CANCIONERO DE LA COLOMBINA HESPERION XX/CAPELLA REIAL DE CATALUNYA  1991
EL CANCIONERO DE MEDINACELI HESPERION XX/CAPELLA REIAL DE CATALUNYA 1991
EL CANCIONERO DE PALACIO HESPERION XX/CAPELLA REIAL DE CATALUNYA 1991
LOPE DE VEGA INTERMEDIOS DEL BARROCO HISPÁNICO HESPERION XX  1991
JUAN DEL ENCINA -ROMANCES AND VILLANCICOS HESPERION XX/CAPELLA REIAL DE CATALUNYA 1991
CANTICA BEATAE VIRGINIS HESPERION XX/CAPELLA REIAL DE CATALUNYA 1992
J.ROSENMULLER SONATE DA CAMERA E SINFONIE HESPERION XX 1992
CRISTOBAL DE MORALES -REQUIEM  HESPERION XX/CAPELLA REIAL DE CATALUNYA 1992
NARCIS CASANOVES -RESPONSORIS DE NADAL ESCOLANIA DE MONTSERRAT 1992
ALFONSO X EL SABIO -CANTIGAS DE SANTA MARIA  HESPERION XX/CAPELLA REIAL DE CATALUNYA 1993
BANDA SONORA DE LA PEL·LICULA EL PAJARO DE LA FELICIDAD HESPERION XX 1993
BANDA SONORADE LA PELICULA JEANNE LA PUCELLE HESPERION XX 1994
FOLIAS Y CANARIOS HESPERION XX 1994
LOCKE -CONSORT OF FOWER PARTS HESPERION XX 1994
MARIN MARAIS SUITES DES AIRS A JOUER LE CONCERT DES NATIONS  1994
HENRY PURCELL FANTASIAS FOR THE VIOLS   HESPERION XX 1994
20 ANS HESPERION XX -ANTOLOGIA HESPERION XX 1994
ARDED CORAZON ARDED  GERARDO ARRIAGA  1995
LLUIS DEL MILÀ -FANTASIES PAVANES I GALLARDES HESPERION XX 1995
MONTEVERDI-MADRIGALI GERRERI ET AMOROSI -LIBRO OCTAVO HESPERION XX/CAPELLA REIAL DE CATALUNYA 1995
PURCELL -FANTASIES HESPERION XX 1995
RENAISSANCE MUSIC IN NAPLES HESPERION XX/CAPELLA REIAL DE CATALUNYA 1995
CABANILLES -BATALLES TIENTOS Y PASSACALLES HESPERION XX 1996
EL CANÇONER DEL DUC DE CALABRIA HESPERION XX/CAPELLA REIAL DE CATALUNYA 1996
EL CANT DE LA SIBILA II HESPERION XX/CAPELLA REIAL DE CATALUNYA 1996
HAMMERSCHMIDT -VIER SUITEN HESPERION XX 1996
LA VOIX DE L'EMOTION HESPERION XX/CAPELLA REIAL DE CATALUNYA 1996
VOX AETERNA CAPELLA REIAL DE CATALUNYA/CORO CENTRO MUSICA ANTICA DI PADOVA  1996
HESPERION XX -MIDDLE AGE Y RENAISSANCE HESPERION XX 1997
SAMUEL SCHEIDT  LUDI MUSICI  HESPERION XX 1997
PURCELL -THE FAIRY QUEEN AND THE PROPHETESS LE CONCERT DES NATIONS 1997
GUILLAUME DUMANOIR SUITES D'ORCHESTRE   LE CONCERT DES NATIONS 1997
ELIZABETHAN CONSORT MUSIC 1558-1603 HESPERION XX 1998
SCHEIN -BANCHETTO MUSICALE HESPERION XX 1998
BIBER -MISSA BRUXELLENSIS CAPELLA REIAL DE CATALUNYA/LE CONCERT DES NATIONS 1999
L'ORCHESTRE DU ROI SOLEIL    LE CONCERT DES NATIONS  1999
EL CANT DE LA SIBIL·LA MALLORCA-VALÈNCIA  CAPELLA REIAL DE CATALUNYA 1999
ANTHONY HOLBORNE -THE TEARES OF THE MUSES HESPERION XXI 2000
CARLOS V MILLE REGRETZ: LA CANCIÓN DEL EMPERADOR HESPERION XXI/CAPELLA REIAL DE CATALUNYA 2000
TIENTOS Y BATALLAS    LA REAL CAMARA  2000
OSTINATO    HESPERION XXI  2001
EL CANCIONERO DE MONTECASSINO -ALFONS V EL MAGNANIM HESPERION XXI/CAPELLA REIAL DE CATALUNYA 2001
MUSIC FOR THE SPANISH KINGS HESPERION XXI 2001
BIBER -BATTALIA A 10 REQUIEM A 15 IN CONCERTO   CAPELLA REIAL DE CATALUNYA/LE CONCERT DES NATIONS 2002
WILLIAM LAWES -CONSORT SETS IN FIVE AND SIX PARTS HESPERION XXI 2002
L'ORCHESTRE DE LOIS XIII  LE CONCERT DES NATIONS  2002
L'ORFEO MONTEVERDI  CAPELLA REIAL DE CATALUNYA/LE CONCERT DES NATIONS  2002
ALFONSO FERRABOSCO THE YOUNGER CONSORT MUSICTO THE VIOLS HESPERION XX 2003
VILLANCICOS Y DANZAS CRIOLLAS HESPERION XXI/CAPELLA REIAL DE CATALUNYA 2003
HOMENATGE AL MISTERI D'ELX  CAPELLA REIAL DE CATALUNYA 2004
ISABEL I REINA DE CASTILLA  HESPERION XXI/CAPELLA REIAL DE CATALUNYA 2004
DON QUIJOTE DE LA MANCHA -ROMANCES Y MUSICAS CD1 HESPERION XXI/CAPELLA REIAL DE CATALUNYA 2006
CHISTOPHORUS COLUMBUS PARAISOS PERDIDOS  HESPERION XXI/CAPELLA REIAL DE CATALUNYA 2006
DINASTIA BORGIA -CHIESA E POTERE NEL RINASCIMENTO HESPERION XXI/CAPELLA REIAL DE CATALUNYA 2010
LE ROYAUME OUBLIÉ  HESPERION XXI/CAPELLA REIAL DE CATALUNYA 2010
ERASMUS VAN ROTTERDAM  ÉLOGE DE LA FOLIE  HESPERION XXI/CAPELLA REIAL DE CATALUNYA 2013
O REX GLORIÆ FRANCESC VALLS / LA MÚSICA DE L'ARXIDUC CARLES- GUILLAMÍ CONSORT i ULRIKE HALLER, SOPRANO 2015-LMG 2134 2015
O VIRGEN SANCTA / MADRIGALS ESPIRITUALS PERE ALBERCH VILA-BARCELONA 1560-IN NOMINE i EULÀLIA FANTOVA Mezzosoprano -S.CASADEMUNT Director. LMG 2142-2016
BIBLIOGRAFÍA
ARTICLES
Un manuscrit català insdit del segle XVI Recerca musicològica Núm.: 3 1983 pp.39-58
Las Amazonas d'Espanya de Jaime Facco Butlletí de la Societat Catalana de Musicología III/1995 pp. 85-94
Atribució d’autoria de cinc motets anònims a F.Valls Butlletí de la Societat Catalana de Musicología IV/1997 pp. 173-175
Aportació a la història de la impremta a la Península. "Las amazonas de España" de Jaime Facco Revista Catalana de Musicologia  2001 Vol.: 1
La Capella Reial de Carles III a Barcelona. Nova documentació sobre la música a la ciutat durant la Guerra de successió (1705-1713) Revista Catalana de Musicologia, núm IV (2011), p. 81-10
EDICIONS MUSICALS
Dos motets a Santa Maria Josep Gaz Josep Reig Alma redemptoris mater, per a doble cor mixt (a tres i a quatre veus) i baix continu. / Sancta Maria, per a doble cor mixt (a quatre veus) i baix continu. Dinsic Publicacions musicals. Barcelona
La Trulla Bartomeu Càrceres Dinsic Publicacions musicals. Barcelona
Lauda Jerusalem Francesc Valls Dinsic Publicacions musicals. Barcelona
Missa a la reina dels àngels Josep Gaz Dinsic Publicacions musicals. Barcelona
Missa de difunts Francesc Valls Dinsic Publicacions musicals. Barcelona
Onze composicions religioses Francesc Valls Dinsic Publicacions musicals. Barcelona
Responsori de Difunts: Liberame Domine Francesc Valls Dinsic Publicacions musicals. Barcelona
Obertura del ballet "Cendrillon" Ferran Sor (1778 - 1839) Editorial: Tritó Ref: TR00467 ISMN/ISBN: 9790692044031
Obertura del ballet Hercule et Omphale Ferran Sor (1778 - 1839) Editorial: Tritó Ref: TR00498 ISMN/ISBN: M-69204-411-6
Obertura del ballet Alphonse et Léonore ou L'amant peintre Ferran Sor (1778 - 1839) Editorial: Tritó Ref: TR00035 ISMN /ISBN: 84-88955-37-5
J.P.Pujol Opera Omnia vol. III Higini Angès Edició: Sergi Casademunt i Fiol Biblioteca de Catalunya 2007
J.P.Pujol Opera Omnia vol. IV Higini Angès- Sergi Casademunt i Fiol Edició: Sergi Casademunt i Fiol Biblioteca de Catalunya 2008
Cendrillon Ballet pantomima Ferran Sor (1778 - 1839) Editorial: Tritó Ref: TR00871 ISMN: 979-0-69204-755-11
Suite del ballet-pantomima Hercule et Omphale Ferran Sor  (1778 - 1839) Editorial: Tritó Ref: TR00806
Suite del ballet Hercule et Omphale Ferran Sor (1778 - 1839) Editorial: Tritó Ref: TR00809
Suite del ballet Alphone & Léonore Ferran Sor (1778 - 1839) Editorial: Tritó Ref: TR00809
Cinc motets atribuïts a FRANCESC VALLS-Editorial Ficta Mestres Catalans Antics Ref: FT0288
Obertura del ballet Arsène ou la baguette magique Ferran Sor (1778 - 1839) Editorial: Tritó Ref:
Motet "O salutaris hostia" Ferran Sor (1778 - 1839) Editorial: Tritó Ref:
Cantata a la Signº Duchessa Ferran Sor (1778 - 1839) Editorial: Tritó Ref: